# TwitPic
Twitpic est un site qui permettait aux utilisateurs de mettre en ligne facilement des photos, ainsi que des vidéos de courte durée, sur le réseau de microblogging Twitter et sur les réseaux sociaux.  Twitpic était souvent utilisé par les journalistes citoyens pour mettre en ligne et diffuser des images en quasi temps réel,.

## Histoire
Twitpic a été lancé en 2008 par Noah Everett.
Dans une interview avec Mixergy, Noah Everett a révélé qu'on lui avait offert environ 10 millions de dollars pour sa société mais qu'il avait refusé l'offre. Le 25 octobre 2014, après la fermeture du site Noah Everett annonce qu'un accord trouvé avec Twitter permettra de garder en ligne et de visionner les archives photographiques du site alors que celles-ci étaient appelées à disparaître.

## Description
Twitpic peut être utilisé indépendamment de Twitter, de manière similaire à Flickr. Néanmoins, un certain nombre de caractéristiques en font un compagnon idéal pour Twitter. 
Les noms d'utilisateur et les mots de passe de Twitpic sont identiques à ceux de Twitter.
Les commentaires sur les photos sont envoyés comme retweets.
Les URL de Twitpic URLs sont déjà courtes, rendant inutiles l'utilisation de raccourcisseurs d'URL. Toute personne possédant un compte Twitter peut envoyer des photos sur le site. Cela peut présenter l'inconvénient que toute personne peut charger du contenu inapproprié ou pornographique, bien que cela soit interdit par les conditions d'utilisation.

## Applications liées ou client Twitter
Tweetie, Echofon, TweetDeck, Twitfile, Twitterrific et Osfoora sont des applications pour terminaux de poche (type iPhone, BlackBerry), de bureau ou pour ardoise numérique qui peuvent charger des photos sur Twitpic,. 
ÜberTwitter, OpenBeak et Twitter for BlackBerry sont des applications BlackBerry qui peuvent également charger des photos sur Twitpic. Les mobiles WebOS peuvent envoyer des images à Twitpic grâce à l'application Tweed. Les téléphones Android peuvent utiliser Twidroid ou Seesmic pour ce faire.
Les mobiles fonctionnant avec Windows Phone peuvent utiliser TouchTwit. Tous les mobiles INQ ont la capacité de charger les photos immédiatement après que celles-ci ont été prises, en raison de l'orientation réseaux sociaux du téléphone.

## Dans les médias
En janvier 2009, le vol US Airways 1549 a dû amerrir d'urgence sur le fleuve Hudson à New York après de nombreux impacts d'oiseaux. Un passager d'un des ferrys venus sur place a chargé une photo de l'évacuation sur le réseau Twitpic avant même que les médias traditionnels se soient rendus sur place,.  Le service Twitpic a planté alors que des milliers de personnes tentaient d'accéder à la photo simultanément.